# Pretty Bayou
Pretty Bayou es un lugar designado por el censo ubicado en el condado de Bay en el estado estadounidense de Florida. En el Censo de 2010 tenía una población de 3.206 habitantes y una densidad poblacional de 669,1 personas por km².

## Geografía
Pretty Bayou se encuentra ubicado en las coordenadas 30°12′1″N 85°41′52″O / 30.20028, -85.69778. Según la Oficina del Censo de los Estados Unidos, Pretty Bayou tiene una superficie total de 4.79 km², de la cual 4.4 km² corresponden a tierra firme y (8.27%) 0.4 km² es agua.

## Demografía
Según el censo de 2010, había 3.206 personas residiendo en Pretty Bayou. La densidad de población era de 669,1 hab./km². De los 3.206 habitantes, Pretty Bayou estaba compuesto por el 91.55% blancos, el 3.12% eran afroamericanos, el 0.44% eran amerindios, el 1.84% eran asiáticos, el 0% eran isleños del Pacífico, el 0.81% eran de otras razas y el 2.25% pertenecían a dos o más razas. Del total de la población el 3.34% eran hispanos o latinos de cualquier raza.